# Dienerinnen des Allerheiligsten Altarsakraments
Die Dienerinnen des Allerheiligsten Altarsakraments (Ordenskürzel: SSS), auch: Eucharistinerinnen (französisch: Servantes du Très-Saint-Sacrement, englisch: Servants of the Blessed Sacrament, italienisch: Ancelle del Santissimo Sacramento, lateinisch: Societatis Ancillarum a Sanctissimo Sacramento) sind ein römisch-katholisches Ordensinstitut, das 1858 von Pierre-Julien Eymard und Marguerite Guillot in Paris gegründet wurde. Sie sind nicht zu verwechseln mit der Kongregation der Schwestern vom allerheiligsten Sakrament, die mit ihnen die (gelegentlich ebenfalls gebrauchte) Kurzbezeichnung Sakramentinerinnen teilen.

## Geschichte
1845 traf der Marist Pierre-Julien Eymard in Lyon auf die vier Jahre jüngere Marguerite Guillot (1815–1885), seit 15 Jahren geweihte Jungfrau, deren Versuch, Ordensfrau zu werden, an ihrer schwachen Gesundheit gescheitert war. Er nahm sie in den Dritten Orden der Laienmaristinnen auf, mit dessen Leitung er gerade beauftragt worden war, und machte sie darin zur Novizenmeisterin sowie ab 1853 zur Oberin. Die 1845 aus 14 Frauen bestehende Gruppe erreichte 1850 bereits 300 Mitglieder. Eymard gründete 1856 in Paris die Congrégation du Très-Saint-Sacrement (Eucharistiner) und 1858 unmittelbar daneben die Servantes du Très-Saint-Sacrement (Eucharistinerinnen) mit Marguerite Guillot als Oberin.
Am 5. Januar 1859 erreichte Eymard in Rom bei Papst Pius IX. den Segen für diese Gründung, die er intensiv betreute. Es sind 398 Briefe von ihm an Marguerite Guillot erhalten. Neben der  Ewigen Anbetung bereiteten die Schwestern arme Kinder auf die Kommunion vor.
Da die Nachbarschaft der Schwestern zu den männlichen Eucharistinern dem Ansehen des Ordens nicht förderlich war, wechselten die Eucharistinnen am 23. Mai 1864 nach Angers, wo Bischof Angebault der Gemeinschaft den kanonischen Status einer Kongregation nach diözesanem Recht verlieh. Die 1865 erfolgte Gründung eines weiteren Hauses in Nemours scheiterte zwei Jahre später.
Nach Eymards Tod 1868 erreichte Oberin Marguerite 1871 die offizielle Bestätigung der Kongregation durch den Heiligen Stuhl, 1875 die vorläufige und am 8. Mai 1885 die endgültige Approbation der Ordensstatuten. Sie starb am 7. Juli desselben Jahres.
Gründungen gelangen der Oberin 1874 in Lyon und 1876 in Paris. Seither sind folgende Auslandsgründungen erfolgt: 1894 Belgien (Binche), 1903 Kanada (Chicoutimi), 1912 Brasilien (Rio de Janeiro), 1947 USA, 1950 Australien, 1955 Italien, 1957 Niederlande, 1964 Philippinen (Quezon City), 1992 Vietnam und 2005 Republik Kongo (Pointe-Noire).  Das Mutterhaus steht heute in Sherbrooke (Kanada).
Im deutschsprachigen Raum sind die Eucharistinnen nicht vertreten.